# 1950 en littérature
| Années de la littérature : 1947 - 1948 - 1949 - 1950 - 1951 - 1952 - 1953    |
| Décennies de la littérature : 1920 - 1930 - 1940 - 1950 - 1960 - 1970 - 1980 |

Cet article présente les faits marquants de l'année 1950 en littérature.

## Parutions
Voir aussi 1950 en littérature de science-fiction.

### Bandes dessinées
- Naissance de Peanuts. Les personnages (Charlie Brown, Patty (à ne pas confondre avec Peppermint Patty) et Shermy) apparaissent pour la première fois le 2 octobre 1950 dans sept quotidiens américains. Le chien Snoopy fera son apparition deux jours plus tard. Jusqu'à sa mort en février 2000, le dessinateur américain Charles Monroe Schulz écrira 17 897 comic strips quotidiens dont l'élaboration s'appuie sur le principe du comique de répétition (running gag) où les mêmes situations entre les personnages reviennent tout au long du déroulement de l'histoire.

### Biographies, souvenirs, correspondances et récits
- Amédée Fayol, Le Savant et inventeur Joseph Bethenod, Éditions Culture et Documentation.
- Honoré de Balzac (1799-1850) : Lettres à l’étrangère, tome IV, (1846-1847).
- Stefan Zweig : Balzac, le roman de sa vie, traduit de l’allemand par Fernand Delmas, éd.  Albin Michel, Paris, 19 mai.
- Parution des versions française et allemande du "Le Journal d’Anne Frank".

### Essais
- Marcel Boll, L’Occultisme devant la science, PUF
- Julien Gracq, La Littérature à l'estomac.
- Octavio Paz, Labyrinthe de la solitude, éd. française (septembre).
- Raymond Queneau, Bâtons, Chiffres et lettres.

#### Histoire
- Louis-Dominique Girard, La Guerre franco-française.

#### Politique
- Michel Debré, Projet de pacte pour une union d'États européens.

### Poésie
- Le poète chilien Pablo Neruda (poète chilien), Le Chant général (Canto general). Poème d'inspiration sociale, marxiste et révolutionnaire.
- Martine Cadieu, Soif

### Publications
- Truman Capote, Local Color, croquis de voyages.

### Romans

#### Auteurs francophones
- Jean Dutourd, Une tête de chien, éd. Gallimard.
- Jean Giono, Les Âmes fortes, Gallimard, (janvier 1950).
- Jean-Louis Curtis, Haute École, éd. Julliard.
- Marguerite Duras, Un barrage contre le Pacifique .
- Pierre Molaine, Les Orgues de l'enfer.
- Roger Nimier, Le Hussard bleu.
- Gabrielle Roy (canadienne) : La Petite Poule d'eau.
- Raphaël Tardon, Christ au poing, roman sur l'Océanie
- Boris Vian, L'Herbe rouge.

#### Auteurs traduits
- Ferreira de Castro, Le Renoncement de Don Alvaro
- Peter Abrahams (Sud-Africain), parution de Wild Conquest (en langue anglaise).
- Isaac Asimov, Les Robots
- Patricia Wentworth, La Collection Brading.
- Patricia Wentworth, À travers le mur.

#### Nouvelles
- Anne Hébert, Le Torrent (1ère version à 5 nouvelles), Beauchemin, Canada.

#### Policiers et thrillers
- Patricia Highsmith - L'Inconnu du Nord-Express

### Théâtre
- Jean Anouilh, La Répétition ou l'Amour puni
- Mars : Les Justes, d’Albert Camus.
- 16 mai : L'auteur d'origine roumaine de théâtre dramatique Eugène Ionesco présente sa pièce La Cantatrice chauve.

## Prix littéraires
- 3 juin : Publication dans Le Figaro de la liste des douze romans couronnés par le Grand prix des Meilleurs romans du demi-siècle :
  - Fermina Márquez de Valery Larbaud (1911)
  - Les dieux ont soif d'Anatole France (1912)
  - La Colline inspirée de Maurice Barrès (1913)
  - Un amour de Swann de Marcel Proust (1913)
  - Confession de minuit de Georges Duhamel (1920)
  - Silbermann de Jacques de Lacretelle (1922)
  - Les Faux-monnayeurs d'André Gide (1925)
  - Thérèse Desqueyroux de François Mauriac (1927)
  - La Condition humaine d'André Malraux (1933)
  - Journal d'un curé de campagne de Georges Bernanos (1936)
  - La Nausée de Jean-Paul Sartre (1938)
  - La Douceur de la vie de Jules Romains (1939)

- 10 décembre : Le philosophe Bertrand Russell, prix Nobel de littérature.

- Prix Goncourt : Les Jeux sauvages de Paul Colin
- Prix Renaudot : Les Orgues de l'enfer de Pierre Molaine
- Prix Femina : La Femme sans passé de Serge Groussard
- Prix Interallié : Un amour allemand de Georges Auclair
- Grand prix du roman de l'Académie française : Les Provinciaux de Joseph Jolinon
- Prix des Deux Magots : L'Europe buissonnière d'Antoine Blondin
- Prix Fénéon : Le Jardin perdu d'Alfred Kern et La Côte des malfaisants de Celou Arasco

- Liste des Prix du Gouverneur général 1950

## Naissances
- Date inconnue : 
  - Akiko Ikeda, auteur et illustratrice japonaise.
  - Michael Szameit, écrivain allemand de science-fiction, mort en 2013.
- 7 février : Karen Joy Fowler, écrivain américain de science-fiction.
- 11 mars : Laure Adler, journaliste et écrivain française.
- 5 avril : Ann C. Crispin, écrivain américaine de science-fiction, morte en 2013.
- 28 juillet : Howard Buten, écrivain américain, mort en 2025.
- 6 octobre : David Brin, écrivain américain de science-fiction.
- 20 septembre : James Blaylock, écrivain américain de science-fiction et fantasy.
- 18 novembre : Michael Swanwick, écrivain américain de science-fiction.
- 27 novembre : Philippe Delerm, écrivain français.
- 29 novembre : Kevin O'Donnell, écrivain américain de science-fiction, mort en 2012.
- 25 décembre : Abdelmadjid Kaouah, écrivain, journaliste, poète algérien, mort en 2025.
- 30 décembre : Lewis Shiner, écrivain américain de science-fiction et de fantasy.

## Décès
- 15 janvier : Alma Karlin, romancière austro-slovène, morte à 60 ans.
- 21 janvier : George Orwell, écrivain britannique, mort à 46 ans.
- 1er février : Marcel Mauss, anthropologue, mort à 77 ans.
- 11 mars : Heinrich Mann, écrivain allemand, précurseur de l’expressionnisme.
- 19 mars : Edgar Rice Burroughs, écrivain américain, mort à 74 ans.
- 22 mars : Emmanuel Mounier, écrivain et philosophe français, mort à 44 ans.
- 27 août : Cesare Pavese, écrivain italien, mort à 41 ans.
- 6 septembre : Olaf Stapledon, écrivain britannique de science-fiction, mort à 64 ans.
- 2 novembre : George Bernard Shaw écrivain irlandais.
- 20 novembre : Erle Cox, écrivain australien de science-fiction, mort à 77 ans.
- 25 novembre : Johannes Vilhelm Jensen, romancier et essayiste danois, prix Nobel de littérature.